# Clinocera madera
Clinocera madera är en tvåvingeart som beskrevs av Sinclair 2008. Clinocera madera ingår i släktet Clinocera och familjen dansflugor. Inga underarter finns listade i Catalogue of Life.